# Щуково (Кировская область)
Щуково — деревня в Слободском районе Кировской области в составе Стуловского сельского поселения.

## География
Находится у южной окраины районного центра города Слободской.

## История
Известна с 1678 года как деревня Спекуринская с 2 дворами. В 1764 году здесь (уже Степуринская) учтено 15 жителей из государственных крестьян. В 1873 году здесь (деревня Степуринская или Щуково) учтено дворов 12 и жителей 81, в 1905 23 и 183, в 1926 29 и 158, в 1950 40 и 141. В 1989 году проживало 287 человек. 

## Население
Постоянное население  составляло 226 человек (русские 97%) в 2002 году, 279 в 2010.